# أوجست رش (فلم)
أوجست رش (بالإنجليزية: August Rush) هو فيلم دراما أمريكي أُنتجَ وصَدر في 2007 من إخراج كريستن شيرديان وبطولة كُلّ من فريدي هايمور وكيري رسل وجوناثان ريس مايرز وروبن ويليامز وترنس هوارد. يروي الفيلم قصّة الفتى إيفان تايلور بعد تركه لدار الأيتام ليكتَشفَ موهبته الموسيقيّة، في الوقت التي تبحثُ فيه والدته عنه ووالده يبحثُ عن والدته.

## القصّة
ليلى نوفاتشيك هي موسيقيّة تعزف على التشيلو ولويس كونلي مُغنّي في فرقة صغيرة. يتقابلان في إحدى الليالي من عامِ 1995 ويُعجبان ببعضهما ثُمّ ينامان سويّاً، ولكن لا يستطيعان البقاء معاً فلكلٍ منهما أشغالُه. فيفترقان ثُمّ بعد بُرهة من هناك تُدرِكُ بأنّها حامِل. وبعدَ فترةٍ من الَحمل تصطَدِمُ سيّارة بها فتُنقَلُ إلى المستشفى، هُناك يُخبرها والِدها أنّ الطِفلَ لم يَنجو وأنه قد مات فترضى بالأمرِ الواقع وتُكمِل حياتها على هذا الأساس. من جهةٍ أخرى يستمر لويس في بحته عن ليلى لأكثر من 10 سنين فهوَ لا يَعرفُ منها إلا اسمها وقد أخذت قَلبَه وعقلهُ حين رحلت.
في الحقيقة، فإن الطِفلَ قد نجى ولكن والدُ ليلى كَذَب عليها بحُجّة أن الطفل سيؤثّر على حياتها المهنيّة فأرسله إلى دارٍ للأيتام خارج مدينةِ نيويورك. عاشَ الفتى إيفان تايلر لإحدى عَشِر سنة في دار الأيتام، وفي أحدِ الأيّام يَقدِمُ ريتشارد جيفريز الذي يعمل في الخدماتِ الاجتماعيّة للميتم ويُخبِر إيفان بأنّه قد عَثرَ له على عائلة، يوثُقرّرون يوماً لملاقاتِه، وينتظره إيفان في إحدى الشوارع ثُمّ يَذهب و«يتتبع الموسيقى» إلى أن يَصِل لـميدان واشنظن ويَعتُر هُناك على الفتى آرثر الذي يَعزِف على قارعة الطريق ليجمع بعضَ المال.
يَتبع إيفان آرثر إلى منزله حيث يُقابِلُ هناك السيد ويزارد الذي يُرغم الأطفال على العمل ليجنوا المال ويعطوه له، فيُعطيه كماناً ويأمره بالعزف في إحدى الشوارع ليجنيَ المال أيضاً ويُطلق عليه اسمَ شُهرة وهو «أوجست رش». تَمضي الأيّام وتدخُل الشُرطة لمقرّ ويزارد حيثُ أنّه مُخالفٌ للقوانين، فيتمكّن إيفان من الهرب ويَعثُر على كنسية ليَبيتَ فيها. يكتشفُ القس موهبته الإعجازيّة في الموسيقى فيُلحقَه بمدرسة جوليارد ويتعلم فيها فنون الموسيقى والعزف وكُلّ ما له علاقة به، ويقومُ كذلك بتأليف سيمفونيّة. تَعلمُ غدارة المدرسة بأمرِ هذا الفتى المُعجزة فتُخبره أنها ستقوم بحفلةٍ وأنه سيكون العازف الأخير في هذه الحفلة فيقبلُ بذلك.
أثناء التدريبات، يأتي السيد ويزارد ويسترجع إيفان ويخبرهم بأنّه والدُه، ويزارد جُلّ ما يَهمّه أنّه سيبيع إيفان بمبلغٍ من المالِ كبير. ولكن في اللحظة الأخيرة يتمكّن إيفان من الهرب والعودة إلى الحلفة ويصلُ في آخر اللحظات ويقوم بتقديمِ العرض الثالث.
في تلكَ الأثناء، تعلمُ ليلى أن ابنها حيّ يُرزق فتعود لمدينة نيويورك بحثاً عنه، وتلتلقي بريتشارد جيفريز ويعملان معاً للبحثِ عنه، ولكنّها تيأسُ فهيَ لم تَرى له أثراً. ثُم تدعوها مدرسة جوليارد التي تخرّجت منها لإقامة حفلٍ وأنّها العازف الثاني فتقبلُ بذلك وتؤدّيه. عندما تنتهي ترحل فوراً دون الاستماع للعازف الثالث -الذي هو ابنها- ولكن حين مَسيرها تسمع جمالَ تلك المعزوفة وتعود لأدراجها. من جهةٍ أخرى، في ذات الليلة بعدَ أن يأسَ لويس من إيجاده لحبيبته، يُقيمُ حفلاً نهائيّاً ويؤلّف أغنيةً لتوديعها. وحين انتهاء الحفل وأثناء عودتهم يَمَع لويس ذاك اللحن الجميل فيذهب ليرى أنّ هناك حفلاً مُقاماً فيقف ويستمع للمعزوفة. ثُمّ تلتقي عينيه بعيني ليلى فيمسكها باندهاش. حين تنتهي المعزوفة يستدير إيفان للجمهور لتُدرك والدته أنّ العازف ما هو إلّا ابنهما.

## طاقم العمل
- فريدي هايمور بدور إيفان تايلر - أوجست رش.
- كيري رسل بدور ليلى نوفاتشيك.
- جوناثان ريس مايرز بدور لويس كونلي.
- روبن ويليامز بدور ويزارد والس.
- ترنس هوارد بدور المُستشار ريتشارد جيفريز.
- ويليام سادلر بدور توماس نوفاتشيك.
- مارين سيلدس بدور عميدة المدرسة.
- مايكلتي ويليامسون بدور ريفريند جيمس.
- ليون توماس بدور آرثر.
- أليكس أولوغلن بدور ماشال كونلي.
- بوني ماكي دبور ليزي.
- تيموثي بيتشوم بدور جوي.
- بيكي نيوتن بدور جينيفر.
- آرون ستاتون بدور نيك.
- رونالد غوتمان بدور الأستاذ.

## الاستقبال النقدي
على الرُغمِ من كونِ المراجعات كانت إيجابيّة من الجمهور بشكلٍ عام إلا أنه تلقّى مُراجعات مُتباينة من النُقّاد. فقد أُعطيَ في موقع الطماطم الفاسدة 37% على أساسا 110 مُراجعاً. وفي موقع ميتاكريتيك كانت الدرجة مُقارِبةَ حيثُ حصل على 38 بناءً على 27 مُراجِعاً.

## الجوائز
رُشّح الفيلم لإحدى عَشرة جائزة نالَ على أربعةٍ منها. كما أنّه رُشّح لنيل جائزة الأوسكار لأفضل أغنية أصلية ولكنّه خَسِرَ أمام فيلم Once.

## روابط خارجية
- مقالات تستعمل روابط فنية بلا صلة مع ويكي بيانات